# Le Plessier-Huleu
Le Plessier-Huleu är en kommun i departementet Aisne i regionen Hauts-de-France i norra Frankrike. Kommunen ligger  i kantonen Oulchy-le-Château som ligger i arrondissementet Soissons. År 2022 hade Le Plessier-Huleu 85 invånare.

## Befolkningsutveckling
Antalet invånare i kommunen Le Plessier-Huleu
Referens: INSEE